# Paolo Sirena
Paolo Sirena (Treviso, 11 settembre 1945 – Verona, 27 giugno 2025) è stato un calciatore italiano, di ruolo difensore.

## Biografia
Dopo aver frequentato l'Università di Macerata, divenne un avvocato.

## Carriera
Cresciuto nel Treviso, venne acquistato dall'Inter nella stagione 1964-1965. Rimase in nerazzurro per un biennio, senza disputare partite ufficiali.
Accasatosi alla Roma, debuttò in Serie A il 13 novembre 1966 nella trasferta di Milano proprio contro la sua ex squadra interista, in un incontro conclusosi sullo 0-0. Militò in giallorosso per tre campionati, vincendo una Coppa Italia nella stagione 1968-1969.
Nell'annata 1969-1970 approdò al Verona, club a cui legò la maggior parte della carriera, trascorrendovi otto stagioni da titolare e realizzando 14 reti in 205 partite.
Nella stagione 1977-1978 chiuse la carriera nell'Audace SME, squadra minore di Verona da poco promossa in Serie C, con cui mise a referto 23 presenze e 1 rete.

## Palmarès

### Club
- Coppa Italia: 1

Roma: 1968-1969